# 鼻頬角
鼻頬角（びきょうかく）とは、左右眼窩の外側縁と鼻根部を結ぶ直線がなす角度のことをいう。
鼻頬角は、顔の曲率を調べる方法の一つである。
コーカソイドで136度から141度であり、モンゴロイドでは140度から150度である。
絶滅したネアンデルタール人では136.6度であった。

## 参考
ネアンデルタール人（上記の記述は、ここからの転載。）